# 乔瓦尼·瑞比西
安东尼奥·乔瓦尼·瑞比西（英語：Antonino Giovanni Ribisi，1974年12月17日—），演艺界常用名“乔瓦尼·瑞比西”，是一位美国演员，其最知名的作品是《搶救雷恩大兵》、《抢钱大作战》、《阿凡达》、《泰迪熊》、《愚人善事》和《六人行》中参演的众多角色。